# 輪轉印刷機

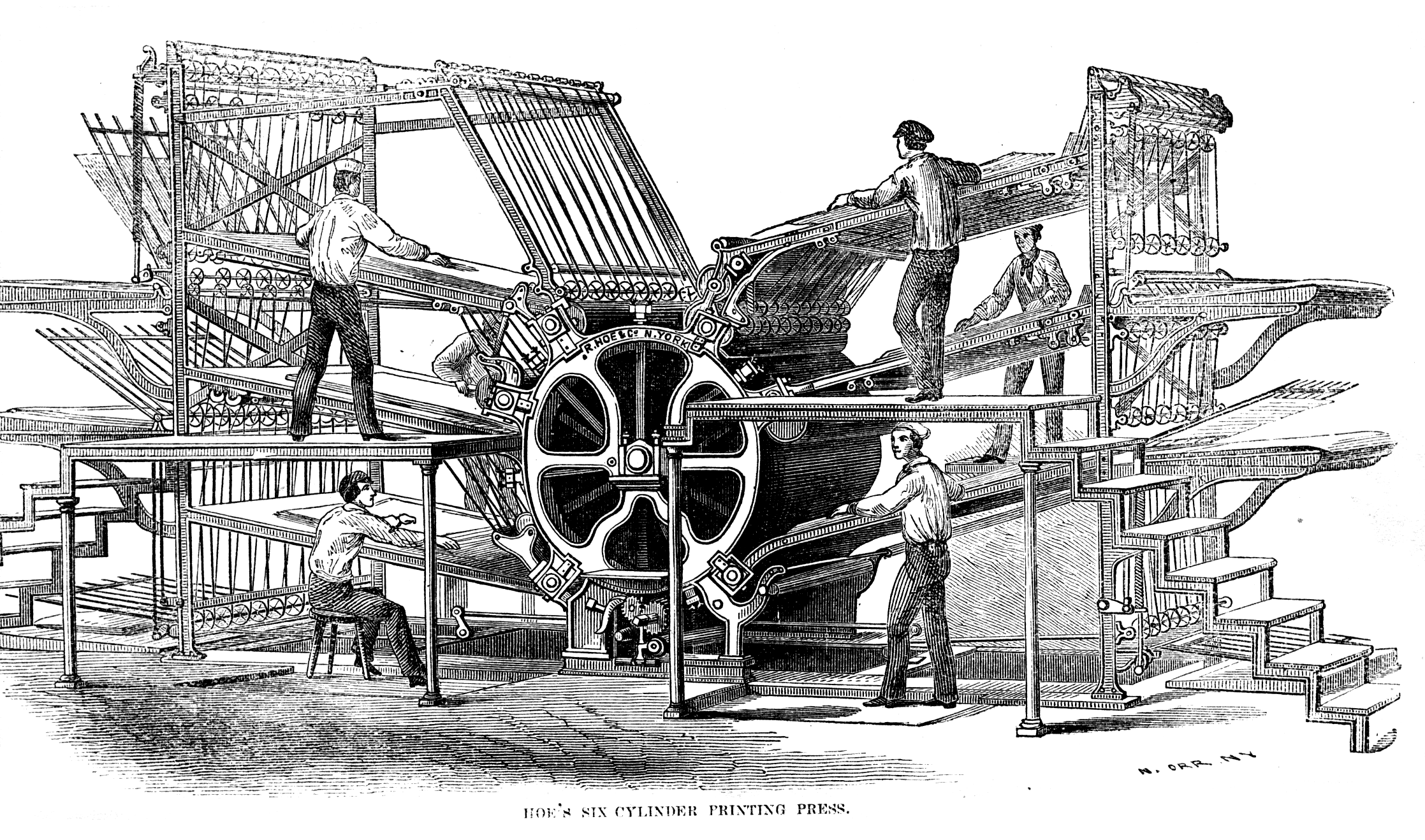
1860年代的由理查德·馬奇·霍發明的六缸旋转印刷机。印版位于中间的大滚筒上。

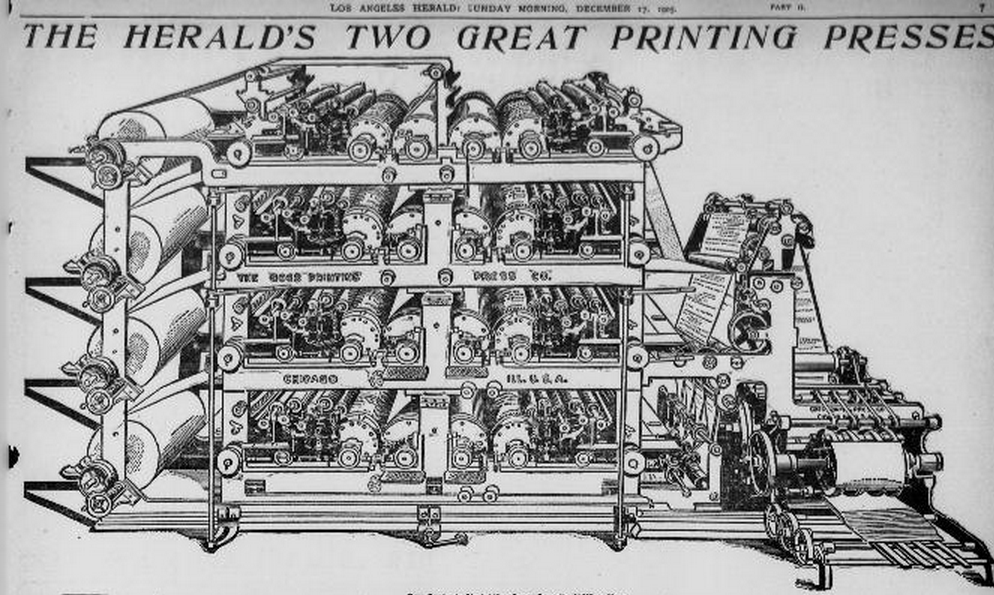
1905年的高斯四重直线印刷机。

轮转印刷机是一种令印刷的图像围绕滚筒弯曲的印刷机。它可以在各种基质上进行印刷，包括纸张、纸板和塑料。承印物可以是片状的，也可以是连续卷状的，通过印刷机进行印刷，并在需要时进一步修改（例如模切、套印上光、压花）。使用连续辊的印刷机有时被称为「卷筒纸印刷机」。

## 发展歷史
威廉·尼科尔森（William Nicholson）于1790年为旋转印刷机申请了专利。轮转压机本身是滚筒压机的演变，同样由威廉·尼科尔森（William Nicholson）申请专利，由1780年代法国的博彻（Beaucher）和19世纪初的弗里德里希·柯尼希（Friedrich Koenig）发明。   理查德·馬奇·霍在1843 年发明了滚筒印刷。 1844 年的一项专利 （页面存档备份，存于）将早期设计中使用的往复式平台替换为由旋转滚筒提供服务的固定平台，通过一系列的进步，一个完整的旋转印刷机在1846年得到完善，并于1847年获得了专利。它于1851年出现在爱丁堡，然后到了伦敦，1853年被《泰晤士报》使用，随后在1866年和1873年分别到了法国和德国。当它于1885年到达西班牙时，它已经成为普遍使用的機器。 一些资料显示，巴黎人伊波利特·奧古斯特·馬里諾尼是轮转印刷机的发明者，但这是一项专利纠纷，並在最终以理查德·馬奇·霍胜诉。《巴尔的摩太阳报》的阿魯納·謝潑森·阿貝爾是轮转印刷机的第一位美国使用者。

## 轮转印刷机的种类
目前主要有三种类型的轮转印刷机；胶印（包括轮转胶印）、轮转凹印和柔印。尽管这三种印刷机都使用滚筒进行印刷，但它们在運作方法上有所不同。
在胶印平版印刷中，图像是通过化学方法印在版上的，一般是通过曝光版材上的感光层。平版印刷是基于水和油不混合的事实，这使得平面印刷过程能够发挥作用。就印版而言，可湿润的表面（非图像区）称为亲水，不可湿润的表面（图像区）称为疏水。
轮转凹印是一种在铜圆筒上蚀刻小单元或小孔的工艺，这些小单元或小孔能够填充墨水。所有的颜色都以不同的角度蚀刻，因此在印刷时，每一种颜色都被放置在适当的位置，以提供适当的图像。
柔版印刷是一种浮雕系统，在通常以聚合物为基础的印版上创建一个凸起的图像。
在集邮中，旋转压印的邮票有时与平版印刷的邮票尺寸不同。这是因为在旋转式印刷机上，邮票图像的距离较远，这使得单个邮票较大（通常为0.5至1毫米（0.020至0.039英寸））。

## 額外資訊
- 浸潤